# Identidades trans en Finlandia
Las identidades trans en Finlandia, que abarcan a personas trans, transexuales, transgénero, travestis y no binarias, han experimentado una notable evolución en términos de visibilidad, reconocimiento y derechos a lo largo de los últimos siglos. La primera Ley Trans finlandesa fue aprobada en 2002 y entró en vigor al año siguiente. Esta ley otorgó reconocimiento legal a las personas trans y estandarizó su trato por parte de las autoridades públicas.

## Historia

### SigloXIX
Existen registros de personas transgénero en Finlandia desde finales del siglo XIX. En 1882, las Actas de la Asociación Médica Finlandesa publicaron el caso de una paciente asignada mujer al nacer que se identificaba como hombre. Otro caso similar fue registrado en 1919.

### SigloXX

#### Décadas de 1950-1980
Durante las décadas de 1950 y 1960, la Clínica Psiquiátrica de Helsinki diagnosticaba a las personas transgénero con travestismo, clasificado como una "anomalía sexual" en la versión finlandesa del sistema de diagnóstico CIE-6.Los psiquiatras generalmente intentaban brindar apoyo y recomendaban ajustes sociales afirmativos de género, pero rara vez prescribían terapias hormonales o cirugías de afirmación de género, salvo en contadas ocasiones. La primera cirugía de afirmación de género en Finlandia se realizó en 1954, y otra a comienzos de la década de 1960. También hubo un número desconocido de operaciones fallidas y algunas intervenciones se realizaron en secreto.
En las décadas siguientes, gracias al trabajo de Harry Benjamin en Estados Unidos y de Jan Wålinder en Suecia, se difundió mayor información sobre las personas trans, lo que contribuyó a que los tratamientos se volvieran más comunes. Para finales de los años 80, unas 35 personas se habían sometido a cirugía en Finlandia; en comparación, 153 en Suecia y más de mil tanto en Alemania como en el Reino Unido.
Antes de que se aprobara legislación específica sobre los derechos de las personas trans, era posible cambiar el marcador de género acudiendo a la oficina del registro civil, y la atención médica trans estaba regulada por las leyes sobre castración, que no estaban concebidas para este propósito. Generalmente se requería un diagnóstico psiquiátrico y evidencia de infertilidad para cambiar el marcador de género La Ley de Nombres también permitía cambiar legalmente el nombre. Durante la década de 1970, se presentaron pocas solicitudes de castración con fines de atención de afirmación de género, lo que, según un informe del Ministerio de Asuntos Sociales y Salud, sugería que esto no era necesario para recibir atención. Estas solicitudes aumentaron en los años 80, cuando la castración se convirtió en un requisito previo para acceder a la cirugía. En esa década, la autoridad competente aprobó la mayoría de las solicitudes.

#### Década de 1990
En 1991, el Defensor del Pueblo del Parlamento finlandés declaró que era urgente promulgar una ley sobre el cambio de género. El Ministerio de Salud elaboró un proyecto en 1992 que habría exigido que las personas que cambiaran su género legal no se hubieran casado ni tenido hijos. El proyecto recibió fuertes críticas y, según la antropóloga Veronica Pimenoff, se consideró contrario a los derechos humanos y nunca llegó al parlamento.
En la década de 1990, se publicaron en Finlandia las primeras directrices clínicas nacionales para la salud de las personas transgénero, basadas en los Estándares de Atención para los Trastornos de Identidad de Género de la Asociación Profesional Mundial para la Salud Transgénero. El Centro de Apoyo Trans, con sede en Helsinki, también comenzó a ofrecer apoyo a personas trans y formación para profesionales que trabajaban con ellas. La organización finlandesa de derechos trans Trasek fue fundada en 1984 y llegó a ser reconocida como representante de los pacientes trans en el ámbito de los derechos del paciente.

## Legislación

### Ley trans de 2002
La ley fue aprobada por el Parlamento el 28 de junio de 2002 y entró en vigor al año siguiente. Esta legislación estableció que una persona podía cambiar su género legal siempre que cumpliera con ciertos requisitos. Esto unificó y estandarizó los procedimientos que se venían utilizando en años anteriores. La infertilidad causada por la terapia hormonal seguía considerándose esterilización suficiente. Sin embargo, la ley hizo más difícil acceder a la terapia hormonal, ya que ahora se requería una recomendación psiquiátrica para un tratamiento que antes podía ser prescrito por un médico ajeno al sistema de salud trans. Aunque la esterilización hormonal era la más común, algunos pacientes se sometieron a esterilización quirúrgica para poder cambiar su género. De los diagnósticos relacionados con la identidad de género recogidos en la CIE-10, solo el transexualismo era una justificación aceptada para el cambio de género, y no otros trastornos de identidad de género.
A comienzos de la década de 2010, muchas organizaciones no gubernamentales comenzaron a exigir una reforma. La organización por los derechos LGBT SETA impulsó una campaña en 2010 para reformar la ley, y posteriormente Amnistía Internacional y Trasek también comenzaron a exigir cambios. En 2011, la Defensoría de Igualdad de Finlandia afirmó que el requisito de infertilidad violaba los derechos humanos y debía eliminarse de forma inmediata. En 2012, tras una visita a Finlandia, el Comisario de Derechos Humanos del Consejo de Europa, Nils Muižnieks, exigió la eliminación de los requisitos de infertilidad y de no estar casado.
Un grupo de trabajo del Ministerio de Asuntos Sociales y Salud trabajó entre 2013 y 2014 para evaluar una posible reforma legislativa, aunque sus conclusiones fueron criticadas por SETA y Trasek por considerarlas insuficientes. El grupo propuso eliminar los requisitos más controvertidos de la Ley Trans y sugirió estudiar el principio de autodeterminación del género.

### Ley trans de 2023
La reforma de la ley trans para permitir la autodeterminación de género en adultos formaba parte de los programas de gobierno de los gabinetes de Rinne y Marin. El presidente de SETA, Sakris Kupila, criticó la propuesta por no contemplar la autodeterminación para menores de edad. El 5 de abril de 2021, la organización Trans ry, una escisión de Trasek, inició una iniciativa ciudadana para reformar la Ley Trans. La propuesta exigía el reconocimiento de la autodeterminación de género para personas a partir de los 15 años, con consentimiento parental requerido para menores de edad. La iniciativa alcanzó las 50 000 firmas necesarias para su tratamiento en el Parlamento en apenas un día.
La propuesta del gobierno fue presentada al Parlamento el 22 de septiembre de 2022, con un límite de edad propuesto de dieciocho años. El proyecto de ley fue aprobado por el Parlamento el 1 de febrero de 2023 con 113 votos a favor y 69 en contra. Los representantes votaron mayoritariamente según la línea de sus partidos, salvo en el caso del oficialista Partido del Centro y el opositor Partido Coalición Nacional, cuyas votaciones estuvieron divididas. Además, el Parlamento aprobó una declaración en la que se insta al gobierno a ajustar la legislación secundaria para avanzar en la autodeterminación de los jóvenes trans.